# زنبق ژاپنی
زنبق ژاپنی (نام علمی: Iris japonica) نام یک گونه از سرده زنبق است.